# Logo (телеканал)
Logo — американский кабельный телеканал, первоначально ориентированный на ЛГБТ-аудиторию, однако с 2012 года позиционирующий себя как культурный и лайв-стайл-телеканал. Входит в сеть каналов MTV, принадлежащую компании Viacom. «Logo» был запущен в июне 2005 года. К январю 2016 канал был доступен в 50 миллионах американских домов и входил в число 25 крупнейших средств массовой информации в США.
В программе «Logo» фильмы и сериалы (первоначально, в основном, на ЛГБТ-тематику), реалити-шоу, программы о путешествиях, документальное кино, новости, музыка и т. д. С 2007 года канал снимает собственные фильмы. В 2008 «Logo» представил сразу 15 видеоблогов для своих зрителей. Ежегодно канал вручает собственную премию «NewNowNext». С 2016 по 2018 годы телеканал транслировал финалы конкурса «Евровидение»..
С 2012 года телеканал принял решение расширить свою целевую аудиторию и позиционирует себя как культурный лайв-стайл-телеканал. Данное решение вызвало критику со стороны определённой части ЛГБТ-аудитории.